# هلموت فوتنر
هلموت فوتنر (انگلیسی: Helmut Fottner; ۲۴ دسامبر ۱۹۲۷ – ۱ سپتامبر ۲۰۰۹) بازیکن فوتبال اهل آلمان بود.
از باشگاه‌هایی که در آن بازی کرده‌است می‌توان به باشگاه فوتبال زوریخ، باشگاه فوتبال مونیخ ۱۸۶۰، باشگاه فوتبال روت‌وایس اسن، باشگاه فوتبال خرونینگن، و باشگاه فوتبال بایرن مونیخ اشاره کرد.
وی همچنین در تیم ملی فوتبال زارلند بازی کرده‌است.